# Фойгель Ігор Юхимович
І́гор Юхи́мович Фо́йгель (29 жовтня 1947, Київ) — американський (раніше — радянський, український) шахіст, майстер спорту СРСР (1974), міжнародний майстер (2002).

## Біографія
Його тренером був Юрій Сахаров.
Ігор Фойгель багаторазовий учасник чемпіонатів України, найкраще досягнення — спільно з В. Охотником, В. Жидковим та А. Бандзою розподіл 3-6 місць (за додатковими показниками — 5 місце) у 1980 році. Учасник півфіналів чемпіонату СРСР 1979 та 1980 років.
Багаторазовий учасник першостей Києва та дворазовий їх переможець у 1973 (спільно з Наумом Левіним) та 1984 (спільно з Леондом Гофштейном) роках.
Призер чемпіонатів ДСТ «Авангард» (1978, поділ 1-2 місць) та ДСТ «Спартак» (1979). Переможець «Меморіалів Ісаака Липницького» 1979 і 1981 років.
У 1991 році Ігор Фойгель емігрував до США продовжуючи брати участь у багатьох турнірах по всій Новій Англії. Він шість разів ставав чемпіоном штату Массачусетс (1992, 1997, 2000, 2001, 2005, 2010), а також одного разу чемпіоном Нової Англії у 2007 році.
Двічі брав участь у чемпіонатах США у 2002 (16-27 місця) та 2003 (18-24 місця) роках.
Працює тренером у Массачусетсі. На різних етапах допомагав гросмейстерам Б. Альтерману, М. Бродському, І. Новікову, В. Невєрову, Ю. Круппі, Л. Семенової, міжнародним майстрам І. Хмельницькому, Л. Шмутеру.

## Турнірні результати

### Результати виступів у чемпіонатах України
Ігор Фойгель зіграв у 9-ти фінальних турнірах чемпіонатів України, набравши загалом 66½ очок зі 121 можливого.
| Рік  | Місто           | Турнір                 | + | − | =  | Результат | Місце   |
| ---- | --------------- | ---------------------- | - | - | -- | --------- | ------- |
| 1971 | Донецьк         | 40-й чемпіонат України | 3 | 3 | 7  | 6½ з 13   | 23 — 34 |
| 1973 | Дніпропетровськ | 42-й чемпіонат України | 7 | 3 | 3  | 8½ з 13   | 9       |
| 1974 | Львів           | 43-й чемпіонат України |   |   |    | 8½ з 13   | 5 — 8   |
| 1978 | Ялта            | 47-й чемпіонат України | 3 | 3 | 9  | 7½ з 15   | 9 — 10  |
| 1980 | Харків          | 49-й чемпіонат України | 6 | 1 | 6  | 9 з 13    | 5       |
| 1983 | Мелітополь      | 52-й чемпіонат України | 2 | 1 | 6  | 5 з 9     | 15 — 22 |
| 1984 | Київ            | 53-й чемпіонат України | 3 | 5 | 7  | 6½ з 15   | 10 — 12 |
| 1987 | Миколаїв        | 56-й чемпіонат України | 2 | 3 | 10 | 7 з 15    | 9 — 12  |
| 1989 | Херсон          | 58-й чемпіонат України | 6 | 5 | 4  | 8 з 15    | 9       |

### Інші турніри
| Рік  | Місто       | Турнір                                 | + | − | = | Результат | Місце   |
| ---- | ----------- | -------------------------------------- | - | - | - | --------- | ------- |
| 1970 | Київ        | Чемпіонат Києва                        | 8 | 5 | 2 | 9 з 15    | 4 — 5   |
| 1973 | Київ        | Чемпіонат Києва                        |   |   |   | 9 з 13    | — 2     |
| 1975 | Київ        | Першість ДСТ «Авангард»                |   |   |   | 6½ з 13   | 6—10    |
| 1977 | Київ        | Чемпіонат Києва                        |   |   |   | 11½ з 15  | Silver  |
| 1978 | Київ        | Першість ДСТ «Авангард»                |   |   |   | 9½ з 13   | — 2     |
| 1979 | Сочі        | Першість ДСТ «Спартак»                 |   |   |   | 10 з 15   | Silver  |
|      | Бєльці      | Відбірний турнір 47-го чемпіонату СРСР | 4 | 3 | 6 | 7 з 13    | 25      |
|      | Київ        | Меморіал І.Липницького                 | 6 | 1 | 7 | 9½ з 14   | 1       |
| 1980 | Красноярськ | Півфінал 48-го чемпіонату СРСР         | 2 | 5 | 8 | 6 з 15    | 12 — 13 |
| 1980 | Київ        | Чемпіонат Києва                        |   |   |   | 10 з 15   | — 3     |
| 1981 | Київ        | Меморіал І.Липницького                 | 6 | 0 | 9 | 10½ з 15  | 1       |
| 1984 | Київ        | Чемпіонат Києва                        |   |   |   | 9 з 13    | — 2     |
| 1987 | Київ        | Чемпіонат Києва                        |   |   |   | 6 з 13    | 10      |
| 2002 | Сіетл       | 47-й чемпіонат США                     | 3 | 2 | 4 | 5 з 9     | 16 — 27 |
| 2003 | Сіетл       | 48-й чемпіонат США                     | 2 | 1 | 6 | 5 з 9     | 18 — 24 |